# Planasa
Planasa, con sede en Valtierra (Navarra, España), es un grupo empresarial del sector agroalimentario que opera en más de 27 países de todo el mundo. 
Planasa está especializada en la mejora genética y el desarrollo de la nueva generación de variedades de frutos rojos, como arándanos, moras, frambuesas y fresas. Además, Planasa cuenta con programas de mejora de ajos, espárragos, aguacates y cerezos, es líder mundial en la producción de endibias frescas en la UE y uno de los mayores viveristas de todo el mundo. 
Planasa forma parte EW Group, más conocido como Erich Wesjohann Group y su CEO desde 2020 es Michael Brinkmann.

## Historia
El germen del Grupo Planasa se remonta al año 1887, pero se constituyó oficialmente en 1973 bajo el nombre de Plantas de Navarra, S.A., de la mano de Amand Marc Darbonne y la Caja de Ahorros de Navarra. 30 años después, en 2003 el Grupo Darbonne tomó el control del 100% de Planasa hasta 2017, cuando la mayoría de las acciones de la compañía (65%) fueron adquiridas por Cinven, una firma británica de capital riesgo con sede en Londres. Mientras que el otro 35% se mantuvo en manos del Grupo Darbonne, con Alexandre Pierron-Darbonne como CEO. Michael Brinkmann fue nombrado CEO de Planasa en 2020 y ya en 2023 el Grupo EW compró el 100% de la empresa.
Actualmente, el grupo se conoce públicamente como Planasa o Grupo Planasa. La sede social de la empresa se encuentra en Valtierra, una pequeña localidad de la Comunidad Foral de Navarra.
En sus primeros años, la empresa se centró en la mejora de fresas y espárragos y en la producción de endibias. En 2003, Planasa introdujo en el mercado la variedad de fresa Sabrosa, conocida comercialmente como Candonga y después la variedad Sabrina en 2010. Ambas variedades se encuentran entre las fresas más populares en todo el mundo y dominan numerosas regiones productoras, como Italia. También entre 2010 y 2011 se iniciaron operaciones en México y Estados Unidos. 
En 2014 el grupo adquirió California Endive Farms. Esto convirtió a Planasa en uno de los principales productores de endibias del mundo.
En 2018, Planasa lanzó las variedades de fresa Savana y Sayulita. Y solo dos años después, lanzó una nueva generación de seis variedades de arándanos, entre las que destacan Blue Manila, Blue Malibu, Blue Maldiva y Blue Madeira. En 2021, Planasa entró en el sector de la obtención y mejora de moras con Black Sultana. Durante 2021/22 se introdujeron en el mercado las nuevas variedades de fresa RedSayra y Demoiselle, así como Pink Hudson, una nueva variedad de frambuesa.
También en 2022 Planasa constituyó legalmente Planasa South Africa, para expandir el cultivo de sus variedades de arándano en los principales países productores del sur de África.
Un año después, en 2023, Planasa adquirió el 100% de su filial en China. Y en 2024 el 100% de Hansabred, en Alemania, ampliando así su cartera de variedades de fresa del norte. 

## Actividad
Las líneas de negocio de Planasa incluyen: investigación y desarrollo, viveros y productos frescos. Es una empresa líder mundial en mejora genética y uno de los mayores viveristas del mundo de fresas, frambuesas, arándanos y espárragos, así como de semillas de ajo. Con más de 1.500 hectáreas de producción de plantas en España, Polonia, Marruecos, Rumanía, China, Perú, EE. UU. y México, Planasa produce alrededor de 1.000 millones de plantas al año, adaptadas a diversos climas y garantizando la sostenibilidad y la productividad.

### Servicios
1. Mejora (I+D): Las actividades de la empresa se centran en la obtención de nuevas variedades de frutos rojos. Hasta la fecha, Planasa ha registrado más de 225 variedades en todo el mundo, entre ellas fresas, arándanos, frambuesas, moras, ajos y espárragos, y ofrece acceso a ellas a través de sus viveros, garantizando así el suministro de plantas a productores de todo el mundo.[7]
2. Viveros: Planasa es especialista en la producción y comercialización de plantas y semillas. Desde sus 13 viveros repartidos por ocho países distintos suministra a clientes de todo el mundo.[8]
3. Producto Fresco: Planasa produce y comercializa diferentes productos frescos, principalmente endibias y aguacate.
4. Soporte técnico: La cartera de servicios del Grupo también incluye el soporte técnico a los agricultores, para garantizar que las variedades ofrezcan el máximo rendimiento.

### Investigación y desarrollo
El Grupo Planasa dispone de seis centros de investigación en todo el mundo (México, España, Francia, Holanda, Alemania y EE. UU.) y también mantiene otros centros de desarrollo para supervisar y probar nuevas variedades en diferentes zonas climáticas situadas en lugares estratégicos. Los resultados están protegidos por derechos de obtentor.  Según Planasa, ha invertido más de 25 millones de euros en investigación y desarrollo en los últimos cinco años.